# Sada Thompson

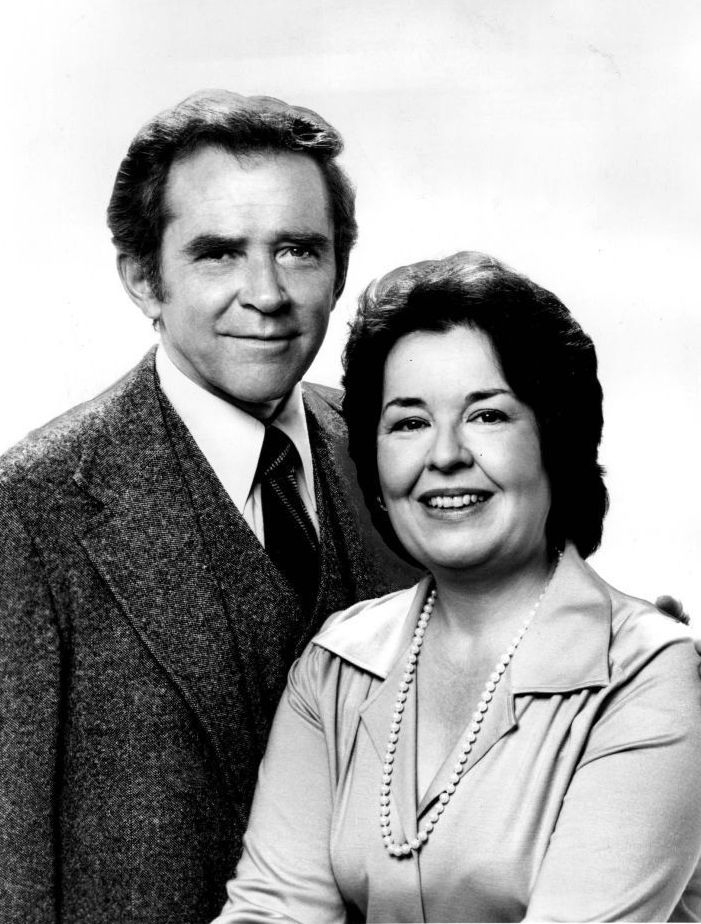
James Broderick und Sada Thompson (1976)

Sada Carolyn Thompson (* 27. September 1929 in Des Moines, Iowa; † 4. Mai 2011 in Waterbury, Connecticut) war eine US-amerikanische Schauspielerin.

## Leben
Thompson schloss 1949 ihr Schauspielstudium am Carnegie Institute of Technology in Pittsburgh erfolgreich ab. Es folgten Theater-Engagements auf regionalen Bühnen. Von 1954 an trat sie auch in Film- und Fernsehrollen auf.
Von 1976 bis 1980 war Thompson hauptsächlich mit den Dreharbeiten für die Fernsehserie Eine amerikanische Familie beschäftigt, in der sie die Familienmutter „Kate Lawrence“ spielte. 1978 erhielt sie einen Emmy für diese Rolle.
Die Serie wurde 1979 bis 1981 in Deutschland mit großem Erfolg im Ersten Programm der ARD ausgestrahlt, was Thompson auch in Deutschland bekannt machte. Neben zahlreichen Film- und Fernsehauftritten trat sie nach längerer Pause 1993 wieder am Broadway am Theater auf.
Wegen ihrer von vielen Menschen als angenehm und warm klingend empfundenen Stimme wurde sie in den Vereinigten Staaten häufig als Off-Sprecherin bei Dokumentarfilmen sowie für Hörbücher engagiert.
Thompson war seit 1949 mit Donald Stewart verheiratet.

## Auszeichnungen
Ihr Debüt am Broadway gab sie 1955, wo sie bis Mitte der 1970er Jahre große Erfolge aufweisen konnte und mehrere amerikanische Theaterpreise gewann, darunter 1970 den Obie Award für die Best Performance in The Effect of Gamma Rays on Man-in-the-Moon Marigolds und 1972 den Tony Award als beste Hauptdarstellerin für ihre Rolle in Twigs.

## Filmografie (Auswahl)
- 1971: Fünf Finger geben eine Faust (The Pursuit of Happiness)
- 1971: Verzweifelte Menschen (Desperate Characters)
- 1974–1976: Lincoln (Miniserie, 5 Episoden)
- 1975: The Entertainer (Fernsehfilm)
- 1976–1980: Eine amerikanische Familie (Family) (Fernsehserie, 87 Episoden)
- 1977: Our Town (Fernsehfilm)
- 1982: Marco Polo (Fernseh-Miniserie)
- 1983: Princess Daisy (Fernsehfilm)
- 1986: My Two Loves (Fernsehfilm)
- 1986: Love Boat (Fernsehserie, 2 Episoden)
- 1987: Fatales Geständnis (Fatal Confession: A Father Dowling Mystery, Fernsehfilm)
- 1989: Tote haben keinen Namen (Home Fires Burning, Fernsehfilm)
- 1989: Fearstalk – Der Todesstachel (Fear Stalk, Fernsehfilm)
- 1993: Queen (Miniserie, 3 Episoden)
- 1995: Unter Anklage – Der Fall McMartin (Indictment: The McMartin Trial, Fernsehfilm)
- 1995: Law & Order (Fernsehserie, Episode 6x04)
- 1997: Söhne (Any Mother's Son) (Fernsehfilm)
- 1998: Der lange Weg zur Wahrheit (The Patron Saint of Liars) (Fernsehfilm)
- 2000: Pollock

## Theater (Auswahl)
- 1955: The Carefree Tree (Phoenix Theatre, New York City)
- 1956: The Misanthrope (Theater East, New York City)
- 1956: U.S.A. (Lucille Lortel Theatre, New York City)
- 1957: The River Line (Carnegie Hall Playhouse, New York City)
- 1959: Juno (Winter Garden Theatre, New York City)
- 1959: U.S.A. (Martinique Theatre, New York City)
- 1961: Under Milk Wood (Circle in the Square Downtown, New York City)
- 1963: Save Me a Place at Forest Lawn / The Last Minstrel (Pocket Theatre, New York City)
- 1964: Othello (Delacorte Theater, New York City)
- 1965: Tartuffe (ANTA Washington Square Theatre, New York City)
- 1967: Johnny No-Trump (Cort Theatre, New York City)
- 1968: An Evening for Merlin Finch (Mitzi E. Newhouse Theater, New York City)
- 1968: The Death of Bessie Smith / The American Dream (Billy Rose Theatre, New York City)
- 1968: Happy Days (Billy Rose Theatre, New York City)
- 1970: The Effect of Gamma Rays on Man-in-the-Moon Marigolds (Mercer Arts Center, New York City)
- 1971–1972: Twigs (Broadhurst Theatre, New York City)
- 1972: Twigs (Plymouth Theatre, New York City)
- 1974: Saturday Sunday Monday (Martin Beck Theatre, New York City)
- 1987: Real Estate (Parish Hall at the Church of Heavenly Rest, New York City)
- 1993: Any Given Day (Longacre Theatre, New York City)